# Lohardaga
Lohardaga är en stad i den indiska delstaten Jharkhand, och är huvudort för ett distrikt med samma namn. Folkmängden uppgick till 57 411 invånare vid folkräkningen 2011.